# Élia Flacila
Élia Flávia Flacila, (em latim: Aelia Flavia Flaccilla; m. 385) conhecida geralmente apenas como Élia Flacila, foi uma imperatriz-consorte romana, primeira esposa do imperador Teodósio I. Ela era descendente de romanos hispânicos. Ela teve dois filhos, os futuros imperadores Arcádio e Honório, e uma filha, Pulquéria. Deu-se-lhe o título de Augusta, como demonstram as moedas cunhadas com a sua efígie.

## Família
De acordo com o poema "Laus Serenae" ("Elogio a Serena"), de Claudiano, tanto Serena quando Flacila eram originárias da Hispânia.
Uma passagem de Temístio (Oratio XVI, De Saturnino) tem sido interpretada como identificando Flávio Cláudio Antônio, prefeito pretoriano da Gália entre 376 e 377 e cônsul romano em 382 como seu pai. Porém, o relacionamento é duvidoso. Em 1967, John Robert Martindale, que seria posteriormente um dos vários autores da Prosopografia do Império Romano Tardio, sugeriu que a passagem na verdade identifica Antônio como sendo o cunhado de Teodósio. Porém, ela é vaga o suficiente para permitir que Flávio Afrânio Siágrio, co-cônsul de Antônio em 382, seja o tal cunhado.
O único parente dela claramente identificado nas fontes primárias era seu sobrinho Nebrídio, filho de uma irmã não identificada. Ele se casou com Salvina, uma filha de Gildão. O casamento dos dois foi mencionado por Jerônimo em sua correspondência com Salvina. Eles tiveram um filho e uma filha.

## Casamento
Por volta de 375-376, Flacila se casou com Teodósio, filho do conde Teodósio. Na época, seu marido havia caído em desgraça com Valentiniano I e havia se retirado da corte para viver em Cauca, na Galécia.
O primeiro filho do casal, Arcádio, nasceu antes da elevação dos dois ao trono. O segundo, Honório, nasceu em 9 de setembro de 384 e sugere-se que a filha, Pulquéria, também teria nascido antes por conta de outra passagem em "Laus Serenae". É certo porém que ela faleceu antes dos pais, como menciona Gregório de Níssa.
Um Graciano, mais jovem - mencionado juntamente com as crianças por Ambrósio - já foi sugerido como tendo sido um terceiro filho. Porém, Gregório de Níssa relata a existência de apenas três filhos e outras fontes não mencionam Graciano. Ele era provavelmente um parente, mas não um membro de fato da Dinastia teodosiana.

## Imperatriz
Valente, o imperador romano do Oriente, foi morto na Batalha de Adrianópolis em 9 de agosto de 378 e deixou a esposa, Albia Dominica, e suas filhas, Anastácia e Carosa. Porém, ele já havia perdido seu único filho, Valentiniano Galates. Seu sobrinho, Graciano, imperador romano do ocidente, era seu herdeiro e assumiu o controle da metade oriental do império também. Seu meio-irmão mais jovem, Valentiniano II, era nominalmente seu coimperador.
Em 19 de janeiro, Graciano declarou Teodósio, mestre dos soldados da Ilíria (magister militum per Illyricum), como seu novo colega no Império Romano do Oriente. É possível que Teodósio tenha sido o mais graduado oficial de origem romana disponível para promoção na época, uma vez que Merobaldo e Frigérido, os dois mestres dos soldados em presença (magistri militum in praesenti), tinham origem germânica e diversas outras posições equivalentes ainda estavam vagas desde as enormes perdas em Adrianópolis.
Flacila se tornou imperatriz-consorte nesta época.
Ela era uma fervorosa defensora do credo niceno e Sozomeno relata que ela teria evitado um encontro entre Teodósio e Eunômio de Cízico, o principal líder do anomoeanismo, uma das mais radicais seitas arianas e que ensinava que Jesus (o Deus Filho) era de uma natureza diferente e de forma nenhuma similar a Deus (o Pai). Ambrósio e Gregório elogiam sua virtude cristão e comentam sobre seu papel como "líder da justiça" e "pilar da Igreja".
Teodoreto conta sobre suas obras de caridade e sua atenção pessoal aos aleijados. Ele afirma que ela teria dito que "distribuir dinheiro é missão da dignidade imperial, mas eu ofereço à própria dignidade imperial serviço pessoal ao Provedor".
Élia Flacila morreu no início de 386 e sua morte foi mencionada por, entre outros, Claudiano, Zósimo, Filostórgio e João Zonaras. De acordo com a Crônica Pascal, o Palácio Flaciliano (em latim: Palatium Flaciilianum) de Constantinopla foi batizado em sua homenagem e uma estátua dela foi colocada no Senado bizantino.

## Glorificação
Élia é comemorada como santa pela Igreja Ortodoxa no dia 14 de setembro.